# Аксу-Аюлинський сільський округ
Аксу́-Аюли́нський сільський округ (каз. Ақсу-Аюлы ауылдық округі, рос. Аксу-Аюлинский сельский округ) — адміністративна одиниця у складі Шетського району Карагандинської області Казахстану. Адміністративний центр — село Аксу-Аюли.
Населення — 5540 осіб (2021; 5170 у 2009, 5479 у 1999, 5722 у 1989).
Станом на 1989 рік існувала Тюльклінська сільська рада (села Аксу, Аксу-Аюли, Актобе, Єнбекшил, Кайракти).

## Склад
До складу округу входять такі населені пункти:
| Населений пункт | Населення, осіб (1989) | Населення, осіб (1999) | Населення, осіб (2009) | Населення, осіб (2021) |
| --------------- | ---------------------- | ---------------------- | ---------------------- | ---------------------- |
| Аксу, село      | 326                    | 248                    | 108                    | 98                     |
| Аксу-Аюли, село | 4602                   | 4522                   | 4586                   | 5051                   |
| Актобе, село    | 261                    | 226                    | 157                    | 88                     |
| Єнбекшил, село  | 312                    | 263                    | 177                    | 177                    |
| Кайракти, село  | 221                    | 220                    | 142                    | 126                    |